# كلير كرامر
كلير كرامر (بالإنجليزية: Clare Kramer)‏ هي ممثلة أمريكية، ولدت في 3 سبتمبر 1974 بأتلانتا في الولايات المتحدة.

## أعمال

### مسلسلات
- هاوس

## وصلات خارجية
- كلير كرامر على موقع IMDb (الإنجليزية)
- كلير كرامر على موقع ألو سيني (الفرنسية)
- كلير كرامر على موقع أول موفي (الإنجليزية)
- كلير كرامر على موقع قاعدة بيانات الأفلام السويدية (السويدية)
- كلير كرامر على موقع قاعدة بيانات الفيلم (الإنجليزية)
- كلير كرامر على موقع كينوبويسك (الروسية)